# Chartreuse Sainte-Sophie-de-Constantinople d'Anvers
Ne doit pas être confondu avec Sainte-Sophie (Constantinople) ou Chartreuse Sainte-Sophie-de-Constantinople de Bois-le-Duc.
Pour les articles homonymes, voir Sainte-Sophie.
La  chartreuse Sainte-Sophie-de-Constantinople d'Anvers (latin : Domus Sanctæ Sophiæ Constantinopolitanæ), fondée en 1625 par la communauté cartusienne de Bois-le-Duc pour pouvoir se replier le cas échéant, était un monastère de l'ordre des Chartreux implanté à Anvers, en Belgique.
La maison fut supprimée en 1783 par l'édit de Joseph II. Les bâtiments ont alors successivement servi de caserne, de raffinerie de sucre, de couvent pour les sœurs capucines puis de complexe pour l'Institut de médecine tropicale.

## Historique
La chartreuse Sainte-Sophie-de-Constantinople de Bois-le-Duc est pillée en 1572 et incendiée en 1577, la communauté s’installe dans des maisons de cette ville de 1572 à 1640, date de sa suppression par le chapitre général. Cette communauté fonde pour s’y replier une seconde implantation cartusienne à Anvers, édifiée, par Guillaume Willems, prieur de Lierre, à côté de la maison de refuge Sainte-Catherine de la communauté de Lierre, à l'angle de Begijnenstraat et Sint-Rochusstraat, à Anvers. 
En 1624, on achète deux cours vitrées dans la Sint-Rochusstraat, qui avaient jusque-là servi à l'industrie textile. La petite chapelle est inaugurée en 1626. En 1634, la première pierre du monastère est posée. Les travaux sont achevés en 1639 et la communauté dispersée peut venir à Anvers. 
Guillaume Willems, prieur de Lierre est nommé premier recteur de la nouvelle fondation par le chapitre général sur suggestion du prieur de Bois-le-Duc, parce que ce dernier ne veut pas ébruiter son projet de quitter cette ville.
La maison est supprimée en 1783 par l'édit de Joseph II. Le 28 mai 1783, les moines sont chassés de leur monastère. Après l'abolition par Joseph II des monastères contemplatifs, les bâtiments servent de caserne puis de raffinerie de sucre. En 1835, les sœurs capucines déménagent à cet endroit. Les bâtiments actuels datent principalement de 1660-1677. Le monastère est acheté par l'Institut de médecine tropicale en 2001, le complexe  a subi une rénovation en 2004-2006.

## Prieurs
Le prieur est le supérieur d'une chartreuse, élu par ses comprofès ou désigné par les supérieurs majeurs.
D'après Delvaux et De Grauwe :
- Guillaume Willems (†1625), prieur de Lierre en 1608, puis recteur de Sainte-Sophie-de-Constantinople qu'il a édifié[1].
- 1629-1630 : Maximilien Plouvier (~1566-†1630 ), recteur en 1625, puis prieur
- 1630-1630 : Jean Richard (†1655), prieur de Bois-Saint-Martin,  à Zelem (1635-1638)
- 1630-1633 : Henri van Breuseghem (†1658), prieur à Bois-Saint-Martin jusqu'en 1630. En 1633 il devient prieur à Lierre.
- 1633-1653 : Pierre Daems (†1653), prieur à Hérinnes (1625-1629), Zelem (1629-1632) et Ripaille (1632-1633).
- 1653-1657 : Vincent  Knibbe, prieur de Zelem (1641-1651), de Bruxelles (1651-1653).
- 1657-1664 : Joseph d'Outelair (†1677),  prieur de Zelem (1654-1657), puis devient prieur à Bruges
- 1664-1666 : Pierre-Antoine van Pecque (Pecquius) (1614-1679), prieur de Zelem, d'Anvers,  de Valenciennes en 1658 et convisiteur de la province de Picardie, devient prieur de Lierre en 1666.
- 1666-1669 : Hugues Gaethoffs (†1695),  prieur à Bois-Saint-Martin (1659-1662), à Lierre (1662-1666), à Zelem (1672-1679) et à Bruxelles (1679-1695).
- 1669-1677 : Joseph d'Outelair.
- 1678-1678 : Hugues Simons
- 1678-1683 : Joseph van Spiers
- 1683-1685 : Jérôme vanden Kerchove (†1714), prieur de Bois-Saint-Martin (1677-1683), prieur de Bruges (1688-1691), de Gand (1701-1714), convisiteur de la province teutonique dès 1702.
- 1685-1691 : Nicolas Brouckman (†1698), prieur de Bruges (1677-1683)
- 1691-1701 : Jérôme vanden Kerchove
- 1701-1703 : Embert Hellincx (†1725).
- 1703-1711 : Hugues Vander Biessen ou Biesen
- 1711-1730 : Pierre Wouwermans (†1730),
- 1730-1733 : Bruno Hermans , prieur de Louvain (1722-1724), Zelem (1724-1729), Bruges (1729-1730), Hérinnes (1733-1734) et Zelem (1734-1749).
- 1733-1735 : Joseph van Craenbroeck (†1749), prieur de Hérinnes (1728-1733) et (1735-1745) et Lierre (1745-1749), convisiteur et visiteur de la province.
- 1735-1750 : Alexandre Fredericx ou Frederick (†1759)
- 1750-1773 : Bernard Block (†1774), convisiteur de la province teutonique (1766-1771)
- 1773-1783 : Bruno Le Comte,  prieur de Zelem (1761-1773).